# That's the Way Love Is (album)
That's the Way Love Is is een muziekalbum uit 1970 van  Marvin Gaye. Het verscheen op Tamla, een sublabel van Motown en bevat voornamelijk covers die Gaye zelf had uitgekozen in plaats van dat deze hem werden aangedragen; bijvoorbeeld Yesterday van de Beatles. Het titelnummer (oorspronkelijk van The Isley Brothers) is ook terug te vinden op voorganger M.P.G. die het begin vormde van een zoektocht naar een eigen identiteit. Abraham, Martin & John (eerder opgenomen door Dion en Smokey Robinson & the Miracles) haalde in juni 1970 de Engelse top 10 en was een van de eerste nummers waarin Gaye een sociale boodschap verkondigde. Tegen die tijd begon de opname van What's Going On waarmee Gaye zowel uiterlijk als muzikaal zijn imago als hitzanger afschudde.